# Xã Ryder, Quận Ward, Bắc Dakota
Xã Ryder (tiếng Anh: Ryder Township) là một xã thuộc quận Ward, tiểu bang Bắc Dakota, Hoa Kỳ. Năm 2010, dân số của xã này là 36 người.